# Volando al contrario
| Recensione | Giudizio |
| ---------- | -------- |
| Rockol     |          |

Volando al contrario è il primo album in studio del cantautore italiano Giò Sada, pubblicato il 23 settembre 2016 dalla Sony Music.

## Il disco
L'album è composto da 12 brani scritti e arrangiati da Giò Sada assieme alla sua band BariSmoothSquad, con la collaborazione di Stefano Milella e Matteo Palieri. L'album è prodotto da Luca Rustici e Luca Chiaravalli. Le 12 tracce attraversano vari generi che spaziano dal rock al pop, passando per una dimensione più cantautoriale.
Alcune tracce sono state scritte prima della partecipazione di Giò Sada a X Factor, come ad esempio Ciò che lascio già pubblicata su disco quando militava con i Waiting For Better Days, altre sono state scritte durante i vari tour della band, altre invece sono state scritte e composte dopo X Factor. Le foto della copertina e del libretto sono di Daniele Notaristefano.
La pubblicazione dell'album è stata anticipata dall'omonimo singolo, pubblicato il 2 settembre. Nell'album è stata inserita anche una versione acustica piano e voce del singolo Il rimpianto di te, con l'accompagnamento al piano di Ernesto Vitolo. L'album si chiude con una cover di Come Away with Me di Norah Jones, registrata in presa diretta all'interno delle Grotte di Castellana.

## Tracce
1. Volando al contrario – 3:40
2. Sogno lucido – 3:22
3. Una crepa – 3:05
4. Lago – 3:39 (Giò Sada, Matteo Palieri)
5. Deserto – 2:53
6. Esistente – 3:29
7. Sto bene anche da solo – 2:59
8. You Should Have Called Me – 3:19
9. Ciò che lascio – 3:24 (testo: Domingo Bombini, Emanuele Mura)
10. Isola – 3:00
11. Il rimpianto di te (Unplugged) – 3:12 (Giò Sada, Pacifico, Alberto Tafuri)
12. Come Away with Me – 3:13 (Norah Jones)

## Classifiche
| Classifica (2016) | Posizione massima |
| ----------------- | ----------------- |
| Italia            | 8                 |

## Formazione
- Giovanni Sada – voce, chitarra
- David Campanella – batteria
- Sandro Di Lella – chitarra
- Alberto Bovino – chitarra
- Roberto Calabrese – basso